# Lagynochthonius fengi
Espèce
Lagynochthonius fengi est une espèce de pseudoscorpions de la famille des Chthoniidae.

## Distribution
Cette espèce est endémique du Yunnan en Chine. Elle se rencontre dans le xian de Yanjin dans une grotte.

## Description
Les mâles mesurent de 2,07 à 2,10 mm et les femelles de 2,25 à 2,32 mm.

## Systématique et taxinomie
Cette espèce a été décrite par Hou, Gao et Zhang en 2022.

## Étymologie
Cette espèce est nommée en l'honneur de Ze-gang Feng.

## Publication originale
- Hou, Gao & Zhang, 2022 : « Diversity of cave-dwelling pseudoscorpions from eastern Yunnan in China, with the description of eleven new species of the genus Lagynochthonius (Pseudoscorpiones, Chthoniidae). » Zootaxa, no 5198(1), p. 1–65.